# Clarence Clemons
Clarence Anicholas Clemons, Jr. (Norfolk, Virginia, Estados Unidos, 11 de enero de 1942-West Palm Beach, Florida, Estados Unidos, 18 de junio de 2011), apodado The Big Man, fue un músico y actor estadounidense, célebre por su trabajo como saxofonista del grupo de Bruce Springsteen E Street Band. Junto con Danny Federici y Garry Tallent, fue miembro fundador de la E Street Band y participó en la grabación de la mayoría de los trabajos discográficos de Springsteen, desde Greetings from Asbury Park, N.J. hasta Working on a Dream.
Además de su trabajo con la E Street Band, Clemons desarrolló una carrera musical como solista desde 1985 que incluyó varios discos y el sencillo de éxito "You're a Friend of Mine", a dúo con Jackson Browne. Como músico de sesión, también participó en la grabación de canciones como "Freeway of Love" de Aretha Franklin, "Be Chrool to Your Scuel" de Twisted Sister y "The Edge of Glory" de Lady Gaga, y ofreció conciertos con grupos como Grateful Dead y Ringo Starr & His All-Starr Band. Como actor, Clemons participó en varias películas, incluyendo New York, New York y Bill & Ted's Excellent Adventure.
También realizó cameos en varias series de televisión, incluyendo Diff'rent Strokes, Nash Bridges, The Simpsons y The Wire. Junto a su amigo Don Reo publicó Big Man: Real Life & Tall Tales, una autobiografía de ficción narrada en tercera persona y publicada en 2009. Tras sufrir un accidente cerebrovascular, falleció el 18 de junio de 2011.

## Biografía

### Primeros años y comienzos musicales
Nacido en Norfolk, Virginia, Clemons fue hijo de Clarence Clemons Sr, dueño de un mercado de pescado, y de su mujer Thelma. Fue el mayor de tres hermanos. Su abuelo era un predicador baptista, y como resultado, Clemons comenzó desde pequeño a escuchar música góspel.
Cuando tenía nueve años, su padre le regaló un saxofón alto para Navidad y le pagó clases de música. Posteriormente cambió a un saxofón barítono y tocó en una banda de jazz de la escuela. Su tío también influyó en su temprano desarrollo musical  cuando le compró el primer álbum de King Curtis. Curtis y su trabajo con The Coasters en particular fueron las principales influencias de Clemons, que lo ayudaron a cambiarse al saxofón tenor. 
En su juventud, Clemons mostró interés por el fútbol americano y se graduó en la Crestwood High School antes de acudir a la University of Maryland Eastern Shore. Jugó como liniero en el mismo equipo que Emerson Boozer y atrajo la atención de los Cleveland Browns, que le ofrecieron un contrato. Clemons también probó con los Dallas Cowboys. Sin embargo, el día anterior, se vio involucrado en un serio accidente de tráfico que truncó cualquier carrera en la Liga Nacional de Fútbol Americano.
Con 18 años, Clemons tuvo una de sus primeras experiencias musicales al participar en sesiones de grabación con Funky Music Machine, una banda de Plainfield (Nueva Jersey) que incluía a Ray Davis, Eddie Hazel y Billy Bass Nelson. Además, tocó con Daniel Petraitis. Dichas sesiones fueron publicadas en 2007 por Truth and Soul Records con el título de Let Me Be Your Man. Durante su estancia en la Universidad de Maryland, Clemons también formó su primera banda, The Vibratones, en la que interpretaba versiones de James Brown y que se mantuvo entre 1961 y 1965. Aún tocando con su primera banda, se trasladó a Newark (Nueva Jersey), donde trabajó como consejero para niños con trastornos emocionales en el Jamesburg Training School entre 1962 y 1970.

### Con Bruce Springsteen & The E Street Band
La historia de cómo Clemons se encontró con Bruce Springsteen es parte de la mitología de la E Street Band, con canciones como "The E Street Shuffle" y "Tenth Avenue Freeze-Out" que relatan el momento en que se conocieron. Formalmente, ambos se conocieron en septiembre de 1971, cuando Clemons estaba tocando con Norman Seldin & The Joyful Noyze en The Wonder Bar de Asbury Park, Nueva Jersey. Seldin era un músico oriundo de Nueva Jersey que además de tocar el piano y liderar varias bandas, tenía su propio sello discográfico, Selsom Records. En 1969, Clemons había grabado un álbum epónimo con su banda, algunos de cuyos temas fueron reeditados en 2008 en la antología Asbury Park - Then and Now. Fue Karen Cassidy, vocalista con The Joyful Noyze, quien animó a Clemons a hablar con Springsteen, que estaba tocando en Student Prince. El propio Clemons también describió su primer encuentro con Springsteen:

"Una noche estábamos tocando en Asbury Park. Había escuchado que The Bruce Springsteen Band estaban en un club cercano llamado The Student Prince y en un descanso fui hasta ahí. En el escenario, Bruce solía dar diferentes versiones de esta historia, pero yo soy un baptista sureño, recuerda, de modo que esta es la verdad. Era una noche lluviosa, y cuando abrí la puerta voló de sus goznes. La banda estaba en el escenario, pero mirándome en el marco de la puerta. Y quizás eso hizo que Bruce se pusiera nervioso porque dije: "Quiero tocar con tu banda", y él dijo: "Desde luego, haz lo que quieras". La primera canción que hicimos fue una versión primeriza de "Spirit in the Night". Bruce y yo nos miramos y no dijimos nada, simplemente sabíamos. Sabíamos que éramos el eslabón perdido que faltaba en nuestras vidas. Él era lo que yo estaba buscando. En cierto modo no era más que un niño escuálido. Pero era un visionario. Quise seguir sus sueños. De modo que desde entonces fui parte de la historia".

Antes de que se conocieran, Clemons y Springsteen se habían movido en el mismo círculo de amistades musicales. Normal Seldin había representado y promocionado varias bandas locales, incluyendo The Motifs, integrada por Vinnie Roslin, que también tocó con Springsteen en Steel Mill. El 22 de abril de 1966, Seldin había organizado una competición entre bandas en el Matawan-Keyport Roller Dome de Matawan (Nueva Jersey), en el que participó Springsteen con su por entonces banda, The Castiles. Billy Rian, que tocó la guitarra en The Joyful Noyze, también tocó en The Jaywalkers con Garry Tallent y Steve Van Zandt, posteriores miembros de la E Street Band. El propio Clemons también tocó con Tallent en Little Melvin & The Invaders.
Sus interpretaciones al saxofón son un sonido característico de la E Street Band; siendo el solo que interpreta en la canción Jungleland uno de los más famosos y elogiados. Además, Clemons tiene una relación con la banda más amplia que la personal; ofrece un contraste visual junto a Springsteen en los conciertos (además de en la carátula del disco Born to Run) y como favorito del público, siempre es el último músico presentado en las introducciones de la banda, normalmente después de unos aduladores comentarios de Bruce Springsteen. En muchas introducciones e interludios de los espectáculos, Springsteen narra historias supernaturales de como fue la primera vez que se conocieron. 
En julio de 1972, Springsteen comenzó a grabar su álbum debut, Greetings from Asbury Park, N.J., y entre sesiones, tocó con Clemons y The Joyful Noyze en al menos dos ocasiones en The Shipbottom Lounge de Point Pleasant (Nueva Jersey). Cuando Springsteen decidió usar un saxofón tenor en canciones como «Blinded by the Light» y «Spirit in the Night», llamó a Clemons. En octubre, Springsteen salió de gira para promocionar el álbum y ensambló una banda con Clemons, Tallent, Danny Federici y Vini Lopez. Clemons tocó por última vez con Norman Seldin & The Joyful Noyze en el Club Plaza de Bayville (Nueva Jersey) el 21 de octubre de 1972. Cuatro días después, hizo su debut con la E Street Band en un concierto improvisado en The Shipbottom Lounge.
A lo largo de las décadas de 1970 y 1980, Clemons figuró en la mayoría de los trabajos discográficos de Springsteen. En Born to Run añadió solos de saxofón a canciones como «Born to Run», «Thunder Road» y «Jungleland», mientras que en Darkness on the Edge of Town incluyó otro solo en «Badlands». En The River, Clemons tuvo un papel más prominente en canciones como «The Ties That Bind», «Sherry Darling», «I Wanna Marry You», «Drive All Night» e «Independence Day», mientras que en Born in the U.S.A. tocó varios solos en «Bobby Jean» y «I'm Goin' Down». Al final de los conciertos, durante la presentación de los miembros de la E Street Band, Springsteen se refería a Clemons como «The Biggest Man You Ever Seen» -en español: «El hombre más grande que jamás hayas visto».

### Carrera en solitario
Además de su trabajo con la E Street Band, Clemons grabó con varios artistas y realizó varios proyectos como solista. Entre sus trabajos más conocidos se encuentran su participación en el sencillo «You're a Friend of Mine» con Jackson Browne y su parte de saxofón en el sencillo de Aretha Franklin «Fereway to Love». Durante la década de 1980, Clemons también fue propietario de Big Man's West, un club de Red Bank (Nueva Jersey). Además, salió de gira con la primera formación de Ringo Starr & His All-Starr Band, donde cantó «You're a Friend of Mine» a dúo con Billy Preston y «Quarter to Three». 
A mediados de la década de 1990, grabó Aja and the Big Man Get It On con el compositor y cantante Aja Kim. En la siguiente década, formó con el productor Narada Michael Walden el grupo The Temple of Soul y publicó el sencillo «Anna». Colaboró con Lady Gaga en las canciones «Hair» y «The Edge of Glory» para el álbum Born This Way. También colaboró ocasionalmente con el grupo Grateful Dead. 

### Muerte

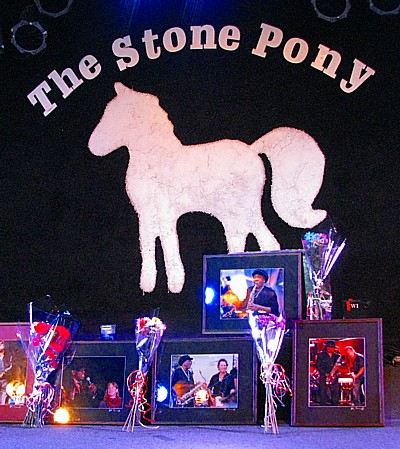
Homenaje a Clarence Clemons en The Stone Pony en Asbury Park en junio de 2011.

Clemons sufrió un derrame cerebral el 12 de junio de 2011. Fue sometido a dos operaciones, tras las cuales fue declarado en una situación estable. Según la revista Rolling Stone, en los primeros días tras la operación había mostrado signos de recuperación. Sin embargo, Clemons falleció el 18 de junio de 2011 a consecuencia de complicaciones causadas por el accidente cerebrovascular.
Tras su muerte, Springsteen escribió sobre Clemons: «Clarence vivió una vida maravillosa. Llevaba en su interior el amor por las personas que le querían. Creó una extensa y maravillosa familia. Amó su saxofón, amó a sus seguidores y dio todo lo que tenía cada noche que salía al escenario. Su pérdida es incalculable y nos sentimos honrados y agradecidos de haberlo conocido y de haber tenido la oportunidad de estar con él durante casi cuarenta años. Fue mi gran amigo, mi compañero y con Clarence a mi lado, mi banda y yo fuimos capaces de contar una historia mucho más profunda que la que simplemente contenía nuestra música. Su vida, su memoria y su amor vivirán en esa historia y en nuestra banda».
Tras su muerte, Springsteen decidió continuar ofreciendo giras con la E Street Band, sustituyendo a Clemons por su sobrino Jake Clemons y por una sección de vientos. Las últimas aportaciones de Clemons a canciones de Springsteen fueron incluidas de forma póstuma en los álbumes Wrecking Ball y High Hopes.

## Discografía
| En solitario - 1983 - Rescue - 1985 - Hero - 1989 - A Night With Mr. C - 1995 - Peacemaker - 2002 - Live in Asbury Park I - 2004 - Live in Asbury Park II Con Bruce Springsteen & The E Street Band - 1973 - Greetings from Asbury Park, N.J. - 1973 - The Wild, the Innocent and the E Street Shuffle - 1975 - Born to Run - 1978 - Darkness on the Edge of Town - 1980 - The River - 1984 - Born in the U.S.A. - 1986 - Live/1975-85 - 1987 - Tunnel of Love - 1988 - Chimes of Freedom - 1995 - Greatest Hits - 1998 - Tracks - 1999 - 18 Tracks - 2001 - Live in New York City - 2002 - The Rising - 2003 - The Essential Bruce Springsteen - 2006 - Hammersmith Odeon London '75 - 2007 - Magic - 2009 - Working on a Dream | Con Gary U.S. Bonds - 1981 - Dedication - 1982 - On the Line Colaboraciones - 1977 - Say Goodbye To Hollywood con Ronnie Spector - 1977 - Baby Please Don't Go con Ronnie Spector - 1979 - No Nukes con MUSE (Musicians United for Safe Energy) - 1981 - In Harmony 2 - VV.AA. - 1985 - "You Are a Friend of Mine", con Jackson Browne - 1987 - A Very Special Christmas - VV.AA. - 1988 - Folkways: A Vision Shared, tributo a Woody Guthrie y Leadbelly - VV.AA. - 1992 - All Alone At Christmas - Darlene Love - 1996 - The Concert for the Rock & Roll Hall of Fame - VV.AA. - 2004 - Enjoy Every Sandwich: The Songs Of Warren Zevon - VV.AA. - 2011 - "The Edge of Glory" - Lady Gaga - 2011 - "Hair" - Lady Gaga |

## Filmografía
- 1977 - New York, New York como Cecil Powell.
- 1989 - El alucinante viaje de Bill y Ted como el miembro central del consejo del futuro.
- 1993 - Distracción fatal como Clarence.
- 1998 - El ritmo continúa como miembro de los Luisiana Gator Boys.
- 1999 - Swing como Jack.
- 2011 - The Edge of Glory interpretándose a sí mismo.

## Apariciones televisivas
- 1985 - Different Strokes
- 1989 - Jake and the Fatman
- 1990 - The Flash
- 1994 - TV Nation
- 1997 - The Weird Al Show
- 1997 - The Sentinel
- 1998 - Nash Bridges
- 1998 - Sin City Spectacular
- 1998 - Viper
- 1999 - Los Simpson
- 2001 - That's Life
- 2002 - Saturday Night Live
- 2004 - My Wife and Kids
- 2004 - The Wire
- 2011 - American Idol con Lady Gaga